# Hato Corotú
Hato Corotú es un corregimiento del distrito de Mironó en la comarca Ngäbe-Buglé, República de Panamá. La localidad tiene 2.134 habitantes (2010).